# Eopsaltria
Eopsaltria – rodzaj ptaków z podrodziny gwizdaczy (Eopsaltriinae) w obrębie rodziny skalinkowatych (Petroicidae). 

## Zasięg występowania
Rodzaj obejmuje gatunki występujące w Australii.

## Morfologia
Długość ciała 13,5–17 cm; masa ciała samców 18–28 g, samic 15–24 g.

## Systematyka

### Etymologia
Eopsaltria (Eupsaltria, Eöpsaltria, Eiopsaltria, Eoepsaltria): gr. εως eōs lub ηως ēōs „świt”; ψαλτρια psaltria „śpiewak”, od ψαλλω psallō „śpiewać, grać na lirze”; w aluzji do głośnych, gwiżdżących nawoływań gwizdacza żółtego, które są pierwszymi trelami słyszanymi o świcie.

### Podział systematyczny
Do rodzaju należą następujące gatunki:
- Eopsaltria australis (Shaw, 1790) – gwizdacz żółty
- Eopsaltria griseogularis Gould, 1838 – gwizdacz szaropierśny